# Élections municipales sierra-léonaises de 2023
Les élections municipales sierra-léonaises de 2023 ont lieu le 24 juin 2023 afin de renouveler pour cinq ans les membres des conseils municipaux de la Sierra Leone. Une élection présidentielle et des élections législatives ont lieu le même jour.